# Epiactis georgiana
Epiactis georgiana är en havsanemonart som beskrevs av Oscar Henrik Carlgren 1927. Epiactis georgiana ingår i släktet Epiactis och familjen Actiniidae. Inga underarter finns listade i Catalogue of Life.